# Decibel

Rapporto tra dB (LogX) e il valore assoluto dell'elemento misurato

Il decibel (simbolo ㏈) è la decima parte del bel (simbolo B): 10 ㏈ = 1 B ed è un'unità di misura logaritmica del rapporto fra due grandezze omogenee (ad esempio potenze). Il valore ottenuto da un logaritmo è per definizione un numero puro (adimensionale), ma vi può essere associata un'unità di misura per indicare la base del logaritmo utilizzato. Il bel è ormai caduto in disuso. Altre unità logaritmiche di uso comune sono il neper (logaritmo naturale in base e), il bit, il nat e l'hartley usate nella teoria dell'informazione.

## Descrizione
Una misura del rapporto fra due grandezze è più rappresentativa se espressa in scala logaritmica; infatti, una proprietà per la scelta di una determinata misura è la sua additività. Per esempio, aggiungendo una massa di 1 kg a un'altra massa di 1 kg si ottiene una massa di 2 kg; accostando in linea due regoli lunghi 1 m si ottiene un oggetto lungo 2 m. Ma se il rapporto fra una grandezza A e una grandezza B è 10 e il rapporto fra B e una terza grandezza C è ancora 10, il rapporto fra A e C non è 20, bensì 100. Definendo la misura di un rapporto con il suo logaritmo si ottiene una quantità additiva.
Un rapporto misurato in bel si definisce come il logaritmo in base 10 del rapporto stesso. Dire che un rapporto è di 1 bel equivale quindi a dire che il rapporto stesso è di 10:1.
Il rapporto espresso in bel fra due numeri o due grandezze fisiche omogenee, N1 e N2, resta quindi definito come:
{\displaystyle \left({\frac {N_{1}}{N_{2}}}\right)_{\mathrm {B} }=\log _{10}\left({\frac {N_{1}}{N_{2}}}\right)}
Così facendo però risulterebbero valori troppo piccoli (una scala logaritmica è una scala compressa); per questo si usa il decibel che, essendo un decimo di bel, permette di esprimere lo stesso valore dieci volte più grande:
{\displaystyle \left({\frac {N_{1}}{N_{2}}}\right)_{\mathrm {dB} }=10\,\log _{10}\left({\frac {N_{1}}{N_{2}}}\right)}
Possiamo quindi legittimamente dire che il rapporto fra una tonnellata e un chilogrammo è 1 000:1, o 3 bel, o 30 decibel; che il rapporto fra un eurocent e 1000 euro è 1:100 000, ossia −5 bel, o  −50 dB; che il rapporto fra l'intensità sonora (espressa in W/m²) di un concerto rock e quella di una normale conversazione è di 1 000 000:1, o di 6 bel, o di 60 dB.
Il rapporto corrispondente a 1 decibel è meno intuitivo in quanto chiama in causa delle potenze frazionarie: se A supera B di 1 dB, il rapporto A:B è pari a 100,1, cioè a 1,25892…. Se A supera B di 3 dB, il rapporto A:B risulta 100,3 = 1,995262…. Nell'uso tecnico corrente, questo valore viene approssimato a 2, per cui si usa dire che un incremento di un valore di 3 decibel corrisponde a un suo raddoppio, mentre un decremento di 3 dB corrisponde a un suo dimezzamento.
Ogni valore in dB corrisponde ad un fattore di moltiplicazione o divisione (rispettivamente in caso di aumento o diminuzione) della grandezza misurata. Nella seguente tabella vengono riassunti brevemente i vari fattori di moltiplicazione o divisione:
| dB | Fattore approssimato |
| -- | -------------------- |
| 1  | 1,25                 |
| 2  | 1,6                  |
| 3  | 2                    |
| 4  | 2,5                  |
| 5  | 3                    |
| 6  | 4                    |
| 7  | 5                    |
| 8  | 6,3                  |
| 9  | 8                    |
| 10 | 10                   |

Se ad esempio abbiamo una grandezza che aumenta di 34 dB, significa che la grandezza che otterremo alla fine sarà 2500 volte quella iniziale: 34 dB equivale a (10+10+10+4) dB, che si trasformano in un fattore (in questo caso di moltiplicazione) di 10×10×10×2,5=2500 volte.
Viceversa, se il nostro oggetto riducesse la nostra grandezza fisica di 27 dB, otterremo una grandezza fisica 1/500 quella iniziale: 27 dB equivale a (10+10+7) dB, che diventano un fattore (di divisione) di 10×10×5=500.
Scegliendo come base per il logaritmo un numero diverso da 10, si definirebbero unità di misura diverse per la stessa grandezza logaritmo del rapporto: scegliendo come base il numero di Nepero e si ottiene il neper, mentre scegliendo la base binaria si ottiene un'unità di misura che viene chiamata bit nell'ambito della teoria dell'informazione, e ottava se si tratta di frequenze. Scegliendo come base {\displaystyle {\sqrt[{10}]{10}}}, si ottiene direttamente il decibel, ma ne sarebbe una definizione alquanto scomoda.
Tutte queste unità di misura hanno in comune la proprietà di essere adimensionali, ossia la corrispondente misura è espressa come un numero puro, essendo il risultato di una funzione applicata al rapporto di due quantità omogenee (analogamente alla misura di un angolo espressa in radianti, che è pari al rapporto di due lunghezze). Inoltre esse possono essere convertite facilmente l'una nell'altra con una moltiplicazione, per cui, in linea di principio, sono alternabili, anche se l'uso ne limita l'applicazione ad ambiti specialistici ben precisi. Per questo è difficile incontrare l'affermazione matematicamente corretta «l'intervallo fra 1 e 4 euro è di due ottave».
Normalmente, si usano i decibel in elettronica, acustica, chimica e in generale in tutti i campi in cui è necessario calcolare prodotti e rapporti fra numeri aventi ordini di grandezza molto diversi; calcolando con i decibel, infatti, moltiplicazioni e divisioni si trasformano in addizioni e sottrazioni, semplificando molto i calcoli. Inoltre il logaritmo comprime le scale numeriche, rendendo le distanze fra numeri da parecchi ordini di grandezza a poche decine. Infine, campi come l'acustica e la chimica trattano grandezze che spesso sono intrinsecamente logaritmiche nei loro effetti.
- La dinamica di un segnale viene espressa in decibel, dal rapporto fra l'ampiezza massima e quella minima che assume lungo l'arco della sua durata.
- L'attenuazione di un qualsiasi circuito elettrico o linea di trasmissione si esprime in decibel, assumendo ovviamente un valore negativo. Anzi, fu proprio per misurare l'attenuazione per miglio delle linee telefoniche che il bel, chiamato inizialmente transmission unit, fu introdotto nel Bell Telephone Laboratory all'inizio del XX secolo e poi, dopo la morte di Alexander Graham Bell nel 1922, rinominato bel in suo onore.

## Uso del fattore 20 quando i dB sono riferiti alle potenze
In fisica e in ingegneria spesso si assume, senza neppure esplicitarlo, che i rapporti in dB che verranno calcolati siano sempre relativi a energie o potenze, anche partendo da altre grandezze da cui energie e potenze dipendono non linearmente come tensioni e correnti. Questo introduce nei calcoli un fattore 20 che può creare confusione.
È ciò che accade ad esempio in elettronica ed elettrotecnica quando si devono trattare rapporti in dB fra due grandezze indicanti tensioni o correnti elettriche, per esprimere un'amplificazione di tensione o di corrente. Infatti in questi casi non si intende il rapporto fra le grandezze stesse, ma fra le potenze che le tensioni o le correnti svilupperebbero se applicate a una medesima impedenza. Quindi, essendo la potenza W proporzionale al quadrato della tensione V o della corrente I, sfruttando le proprietà dei logaritmi si ricavano ed utilizzano le formule seguenti:
{\displaystyle \mathrm {Rapporto\ di\ potenze_{dB}} =10\,\log _{10}\left({\frac {W1}{W2}}\right)=10\,\log _{10}\left({\frac {V1}{V2}}\right)^{2}=20\log _{10}\left({\frac {V1}{V2}}\right)}
{\displaystyle \mathrm {Rapporto\ di\ potenze_{dB}} =10\,\log _{10}\left({\frac {W1}{W2}}\right)=10\,\log _{10}\left({\frac {I1}{I2}}\right)^{2}=20\log _{10}\left({\frac {I1}{I2}}\right)}
Analogamente, in acustica, si definisce il livello di intensità acustica (Intensity Level, IL) come rapporto in dB fra il flusso di energia I e il flusso I0 della soglia di udibilità, pari a 10−12 W/m2
{\displaystyle {\mathit {IL}}=10\log _{10}\left({\frac {I}{I_{0}}}\right)}
il livello di pressione sonora viene definito invece come
{\displaystyle {\mathit {SPL}}=10\,\log _{10}\left({\frac {{p}^{2}}{{p_{0}}^{2}}}\right)=20\,\log _{10}\left({\frac {p}{p_{0}}}\right)}
che non è il rapporto in dB fra la pressione sonora p e la pressione sonora corrispondente alla soglia di udibilità p0, ma fra i corrispondenti flussi di energia (calcolati a parità di mezzo trasmissivo).
Il fattore 20 si usa per pura comodità di calcolo, e non modifica la definizione di decibel.
Chi scrive queste formule in un testo dovrebbe chiarire esplicitamente che sta calcolando un guadagno, un'attenuazione o una dinamica in dB come rapporto fra due potenze, anche se a partire da grandezze diverse.
Chi, al contrario, incontra in un testo formule per il calcolo di un rapporto in dB contenenti, come queste, il fattore 20 anziché 10, sia consapevole che l'autore ha fatto, esplicitamente o implicitamente, questa assunzione.(WNRO)

## Decibel assoluti
Spesso, si sceglie di misurare grandezze (tensioni, potenze, ecc.) direttamente in decibel, ovvero riferendo la grandezza alla sua unità di misura. Usando la definizione riportata in descrizione, questo equivale a scegliere per N2 un valore unitario appropriato, ad esempio 1 V o 1 A, specificando questo fatto nel simbolo dimensionale della misura: decibel-volt (dBV), decibel-watt (dBW), decibel milliwatt (dBmW) e calcolando il rapporto in dB fra la grandezza misurata e quella di riferimento: per esempio, una tensione di 220 volt equivale a {\displaystyle 20\log _{10}\left({\frac {220\,\mathrm {V} }{1\,\mathrm {V} }}\right)=46{,}8\,\mathrm {dB_{V}} } (tensione di riferimento 1 V) o a {\displaystyle 20\log _{10}\left({\frac {220\,\mathrm {V} }{1\,\mathrm {mV} }}\right)=106{,}8\,\mathrm {dB_{mV}} } (tensione di riferimento 1 mV).
In elettronica è diffuso l'uso – formalmente non corretto – di abbreviare la sigla dBmW in dBm, sottintendendo l'unità di misura.

## Operazioni con i decibel
Usando i decibel, le moltiplicazioni e le divisioni diventano addizioni e sottrazioni. Per esempio, se abbiamo un segnale radio la cui potenza è −62 dBmW e lo riceviamo con un'antenna di guadagno 11 dB, lo filtriamo con un filtro passa-banda che attenua in potenza −1,3 dB e lo amplifichiamo con un amplificatore il cui guadagno in potenza è 18 dB otterremo al demodulatore una potenza di:
−62 + 11 − 1,3 + 18 = −34,3 dBmW
In questo esempio abbiamo sommato (del tutto correttamente) valori in dB con UN valore in dBmW. Non è invece possibile sommare fra di loro più valori in decibel assoluti.
Senza fare i conti con i logaritmi, si può calcolare con buona approssimazione il valore in dB di un dato rapporto tra grandezze ricordando che un raddoppio (dimezzamento) corrisponde a circa +3 dB (−3 dB) e un aumento (riduzione) di 10 volte corrisponde a +10 dB (−10 dB). Sapendo questo, per esempio è facile calcolare che un incremento di 80 volte corrisponde in decibel a 19 dB; infatti 80 = 10 × 2 × 2 × 2, quindi 10 + 3 + 3 + 3 = 19 dB.

## Audio meter
Quasi tutti gli audio-meter (come il VU-meter, il QP-meter, il Sample-meter, ecc), usati tipicamente per misurare i livelli del segnale audio, nei mixer, negli amplificatori audio, nei registratori a nastro magnetico, negli editor audio, ecc, riportano una scala in decibel. 
Nei meter analogici, il massimo valore di fondo scala è compreso fra +3 e +15 dB sopra lo zero. Mentre, nei meter digitali, la scala in dB è più spesso riferita allo zero del fondo scala (0 dB FS), che è l'ampiezza massima del segnale riprodotto senza distorsione o clipping.  
In ogni caso, la dinamica dei segnali indicata in dB, dipende molto dalla balistica del meter. 
Negli ultimi anni sono stati sviluppati vari loudness meter digitali (AES-EBU) per l'analisi contemporanea di vari livelli del segnale rispetto alla balistica, da quello medio ponderato al vero picco, con differenze dinamiche anche più ampie di 24 dB. 

## Acustica
In acustica vengono usati i dBSPL per indicare il livello di pressione sonora. La sigla SPL, infatti, sta a indicare Sound Pressure Level. Si calcola in questo modo:
{\displaystyle {\mathit {SPL}}=10\,\log _{10}\left({\frac {{p}^{2}}{{p_{0}}^{2}}}\right)=20\,\log _{10}\left({\frac {p}{p_{0}}}\right)}
dove p0 indica la pressione sonora corrispondente alla soglia di udibilità, pari a 20 μPa = 2 × 10−5 Pa.
Analogamente, vengono definiti il livello di intensità acustica (Intensity Level, IL) che si misura in dBIL.
{\displaystyle {\mathit {IL}}=10\,\log _{10}\left({\frac {I}{I_{0}}}\right)}
dove I0 indica l'intensità acustica della soglia di udibilità, pari a 10−12 W/m2,
e il livello di potenza acustica, riferito a una potenza W0 = 10−12 W (watt):
{\displaystyle L_{w}=10\,\log _{10}\left({\frac {W}{W_{0}}}\right)}

### Esempi
Segue una tabella con alcuni esempi di valori in decibel, per suoni o rumori registrati ad 1 m di distanza o diversamente specificati. I numeri devono essere considerati come indicativi, in quanto le situazioni utilizzate come esempio, non possono essere precise.
| dBSPL | Livello di intensità sonora                                                   |
| ----- | ----------------------------------------------------------------------------- |
| 200   | Bomba atomica simile a quelle di Hiroshima e Nagasaki                         |
| 180   | Eruzione del vulcano Krakatoa del 1883 a 160 km di distanza, razzo al decollo |
| 142,2 | Guinness Record per il rumore in uno stadio                                   |
| 140   | Colpo di pistola a 1 m, auto di formula 1                                     |
| 134   | soglia del dolore                                                             |
| 125   | Aereo al decollo a 50 m                                                       |
| 120   | Sirena acustica                                                               |
| 110   | Motosega a 1 m                                                                |
| 100   | Discoteca, concerto rock, martello pneumatico a 2 m                           |
| 90    | Urlo, fischietto                                                              |
| 80    | Traffico intenso a 10 m, camion pesante a 1 m                                 |
| 70    | Aspirapolvere a 1 m, radio ad alto volume                                     |
| 60    | Ufficio rumoroso, radio, conversazione                                        |
| 50    | Ambiente domestico, teatro a 10 m                                             |
| 40    | Quartiere abitato di notte, biblioteca                                        |
| 30    | Stanza silenziosa, Sussurri a 1 m                                             |
| 10    | Stormire di foglie, respiro umano rilassato a 3 m                             |
| 0     | Soglia dell'udibile                                                           |
| −9    | Camera anecoica                                                               |

## Anatomia

Curve isofoniche

L'orecchio umano non ha una sensibilità lineare al rumore, né per quanto riguarda l'intensità né per la frequenza dello stesso. Per questo, Fletcher e Munson idearono le curve isofoniche, che descrivono l'andamento della sensibilità umana per i suoni di diversa intensità e frequenza. L'unità di misura di queste curve è il phon, che corrisponde a un decibel riscalato secondo la scala di sensibilità dell'orecchio umano.
Da queste curve è possibile vedere come la soglia d'udibilità minima sia più alta per le basse frequenze (sotto i 400 Hz) rispetto alle medie frequenze, soglia che aumenta superati i 4000 Hz, valore cui si ha la maggiore sensibilità rispetto alle altre frequenze.

Curve di compensazione

Da queste curve di sensibilità sono state ricavate le curve di ponderazione (o compensazione), le quali descrivono l'andamento dell'intensità sonora in funzione della frequenza del suono, e ogni qual volta che si vuole verificare la sensibilità di un orecchio, bisogna sommare l'intensità di pressione (non i dB) tra la curva di compensazione (composta per la maggior parte delle frequenze da valori negativi) e il suono, poi riconvertire in dB, in questo modo si conoscerà il valore dB che l'orecchio sente realmente o che dovrebbe sentire.
Le curve di compensazione in origine erano 3 (A, B e C, di cui le ultime due in disuso) e le rispettive scale dB a seconda della curva di compensazione usata prendono il nome di dBa, dBb e dBc; più recentemente è stata introdotta anche la curva D, studiata espressamente per il traffico aereo